# Lillian Gish
Lillian Diana Gish (ur. 14 października 1893 w Springfield, zm. 27 lutego 1993 w Nowym Jorku) – amerykańska aktorka filmowa, reżyserka i scenarzystka, gwiazda epoki kina niemego. W 1999 American Film Institute umieścił jej nazwisko na 17. miejscu w rankingu „największych aktorek wszech czasów” (The 50 Greatest American Screen Legends).
Ojciec aktorki był alkoholikiem. Lillian od najmłodszych lat zmuszona była pracować w przemyśle rozrywkowym, by zarobić na utrzymanie.
W 1912 Lillian została odkryta przez najsłynniejszego ówczesnego reżysera D.W. Griffitha, który od razu powierzył jej rolę w swoim filmie An Unseen Enemy. Dzięki roli Elsie Stoneman w głośnym filmie Narodziny narodu (1915), będącym adaptacją powieści Thomasa Dixona, Griffith wykreował Gish na gwiazdę.
Do historii przeszła jej rola w Męczennicy miłości z 1920, gdzie podczas kręcenia zdjęć do filmu aktorka bez żadnych zabezpieczeń, w samej sukience, biegała po płynącej w kierunku wodospadu krze lodowej. Jeszcze w 1925 Gish miała podpisany kontrakt na 800 tys. dolarów z wytwórnią MGM. Za drugoplanową rolę w Pojedynku w słońcu z 1946 – w reżyserii Kinga Vidora – otrzymała w 1947 nominację do Oskara.
Po raz ostatni aktorka wystąpiła na srebrnym ekranie w filmie Lindsaya Andersona Sierpniowe wieloryby z 1987 (po 75 latach od debiutu filmowego – co stanowi niepobity rekord) u boku innej przedwojennej gwiazdy kina Bette Davis.
W ciągu swojej kariery wystąpiła w filmach takich znakomitości jak Victor Sjöström, King Vidor czy Charles Laughton. W 1969 opublikowała swoją autobiografię Filmy, pan Griffith i ja.
Zmarła podczas snu 27 lutego 1993 w Nowym Jorku.
Jej młodszą siostrą była Dorothy Gish, również aktorka.

## Filmografia

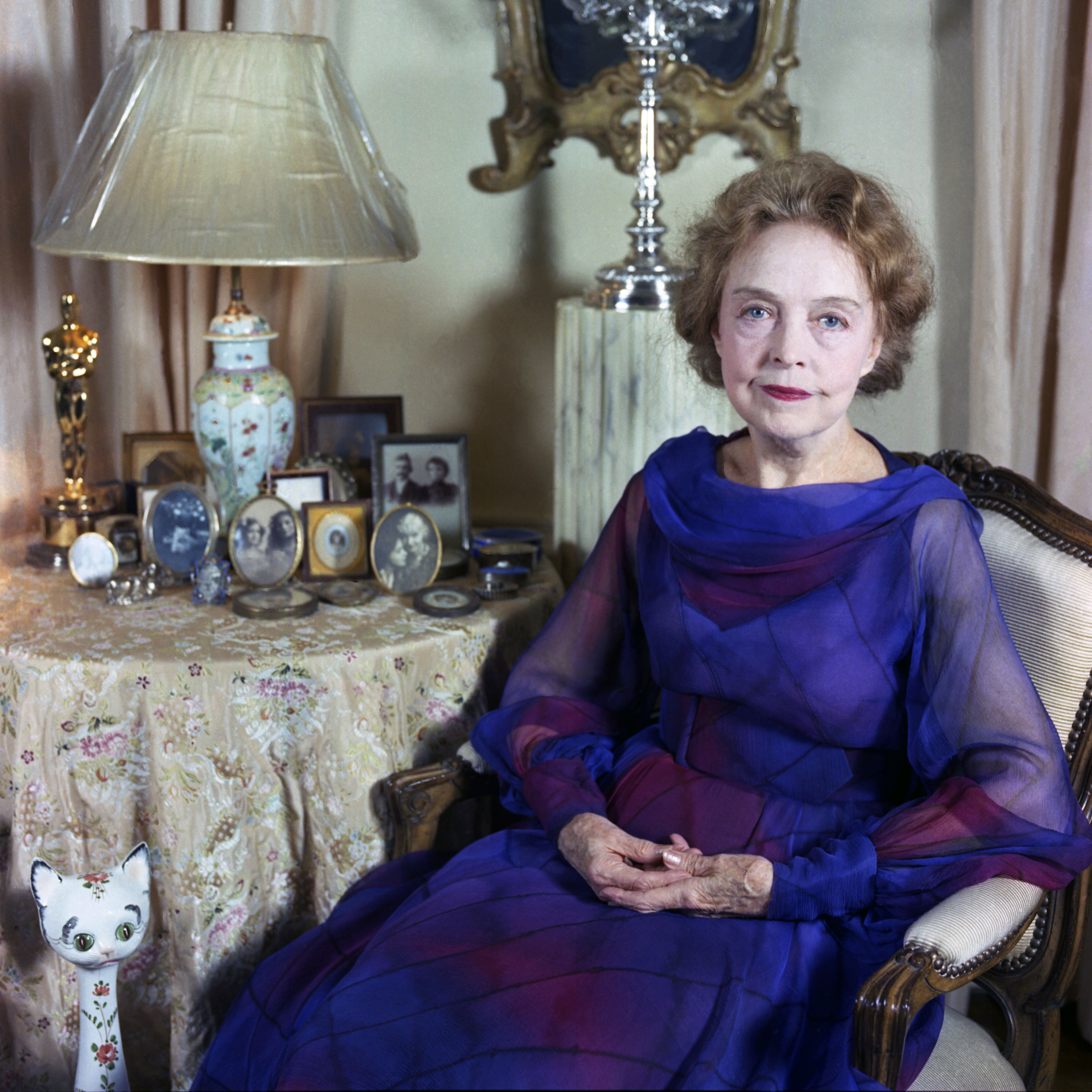
Lilian Gish w 1972 (autor: Allan Warren)

- 1913: The Battle at Elderbush Gulch jako matka
- 1915: Narodziny narodu jako Elsie Stoneman
- 1916: Nietolerancja jako pani świata / nieśmiertelna matka
- 1918: Złamana lilia jako Lucy Burrows
- 1920: Męczennica miłości jako Anna Moore
- 1921: Dwie sieroty
- 1926: Szkarłatna litera jako Hester Prynne
- 1928: Wicher jako Letty Mason
- 1930: One Romantic Night jako księżniczka Alexandra
- 1933: His Double Life jako Alice
- 1942: Komandosi atakują o świcie jako pani Bergesen
- 1946: Pojedynek w słońcu jako Laura Belle McCanles
- 1949: Portret Jennie jako matka Mary
- 1953: The Trip to Bountiful jako Carrie Wats
- 1955: Pajęczyna jako Victoria Inch
- 1958: Rozkaz: zabić jako Mrs. Summers
- 1960: Nie do przebaczenia jako Mattilda Zachary
- 1965: Za mną chłopcy! jako Hetty Seibert
- 1967: Haiti – wyspa przeklęta jako pani Smith
- 1971: The Comedians jako Wdowa
- 1976: Twin Detectives jako Billy Haskins
- 1978: Dzień weselny jako Nettie Sloan
- 1981: Przygody Hucka Finna jako pani Loftus
- 1984: Hambone and Hillie jako Hillie Radcliffe
- 1986: Słodka wolność jako Cecelia Burgess
- 1987: Sierpniowe wieloryby jako Sarah Webber